# Le Casseur de pierres
Le Casseur de pierres – en anglais The Stonebreaker – est un tableau réalisé par le peintre britannique John Brett en 1857-1858. De format horizontal, cette huile sur toile préraphaélite est une scène de genre qui représente un garçon occupé au concassage de silex devant un paysage lumineux qui s'ouvre sur Box Hill, dans le Surrey. Exposée à la Royal Academy of Arts en 1858, l'œuvre y est remarquée par John Ruskin. Legs de Sarah Ann Barrow en 1918, elle est conservée à la Walker Art Gallery, à Liverpool.